# Аллан Вітвелл
Аллан Вітвелл  (англ. Allan Whitwell, 5 травня 1954) — британський веслувальник, олімпійський медаліст.

## Виступи на Олімпіадах
| Олімпіада         | Дисципліна                     | Місце |
| ----------------- | ------------------------------ | ----- |
| Монреаль 1976     | четвірка парна                 | 9     |
| Москва 1980       | вісімка розстібна зі стерновим | 2     |
| Лос-Анджелес 1984 | вісімка розстібна зі стерновим | 5     |